# (1891) Gondola
(1891) Gondola ist ein Asteroid des Hauptgürtels, der am 11. September 1969 vom Schweizer Astronomen Paul Wild, vom Observatorium Zimmerwald der Universität Bern aus, entdeckt wurde.